# Kanton Le Tampon-1
Kanton Le Tampon-1 (francouzsky Canton du Tampon-1) je francouzský kanton v departementu Réunion v regionu Réunion. Tvoří ho pouze část města Le Tampon.